# Gerrhonotus rhombifer
Gerrhonotus rhombifer is een hagedis die behoort tot de hazelwormen (Anguidae).

## Naam en indeling
De wetenschappelijke naam van de soort werd voor het eerst voorgesteld door Wilhelm Peters in 1876. Oorspronkelijk werd al de naam Gerrhonotus rhombifer gebruikt, maar de soort werd lange tijd beschouwd als de enige soort uit het monotypische geslacht Coloptychon, dat inmiddels niet meer wordt erkend. In een aantal bronnen wordt de oude naam nog gebruikt.
De soortaanduiding rhombifer slaat op de ruitvormige schubben op delen van het lichaam.

## Verspreiding en habitat
Gerrhonotus rhombifer komt voor in delen van Midden-Amerika en leeft in de landen Costa Rica en Panama. Het is een bewoner van tropische bossen in relatief laaggelegen gebieden. De hagedis is aangetroffen tot op een hoogte van ongeveer 700 meter boven zeeniveau. Gerrhonotus rhombifer is een bodembewoner die leeft in de strooisellaag van bossen. De vrouwtjes zetten eieren af op de bodem.
Door de internationale natuurbeschermingsorganisatie IUCN is de beschermingsstatus 'onzeker' toegewezen (Data Deficient of DD).

## Uiterlijke kenmerken
Het lichaam is langwerpig van vorm, de kop is relatief breed. De hagedis bereikt inclusief staart een totale lichaamslengte tot ongeveer 35 centimeter, de staart is ongeveer twee keer zo lang als het lichaam.
De poten zijn klein maar goed ontwikkeld; de voorpoten dragen vijf vingers en de achterpoten vijf tenen, de klauwen zijn duidelijk zichtbaar. De schubben zijn glad, de kopschubben zijn relatief groot. De schubben op zowel de rug- als buikzijde zijn groot en ruitvormig. Op het midden van de rug zijn zestien tot achttien schubbenrijen in de lengte aanwezig, de buikzijde heeft tien schubbenrijen. Op de flanken is een huidplooi te zien, dit is een verschil met gelijkende soorten.
De soort is makkelijk van andere hagedissen te onderscheiden door de opvallende tekening. De basiskleur is lichtbruin, op het lichaam en de staart zijn donkere dwarsbanden aanwezig die donkere randen hebben zodat ze duidelijk afsteken. De flanken hebben ook deze donkere kleur, aan de onderzijde van de flanken zijn lichte dwarsbanden aanwezig. De kop is lichtbruin van kleur en heeft alleen dwarsbanden aan de zijkanten.